# Vértice (geometría)
En geometría, un vértice es el punto donde se encuentran dos o más elementos unidimensionales (curvas, vectores, rectas, semirrectas o segmentos).

## Definición
Como consecuencia de la definición anterior, en el punto de encuentro de dos de estos elementos unidimensionales se forma un ángulo. Las esquinas de los polígonos y poliedros son vértices.

### Vértice de un ángulo
El vértice de un ángulo es el punto donde los dos segmentos de línea se unen. El vértice de un ángulo es el punto donde confluyen o se cruzan dos rectas, semirrectas o segmentos.
Estrictamente hablando, el punto donde se cruzan dos curvas no genera un ángulo, pero generalmente es posible calcular el ángulo entre las rectas tangentes a cada curva en el punto de cruce (usando cálculo diferencial).

El cálculo diferencial permite aproximar un ángulo en el vértice de intersección entre dos curvas.

### Vértices principales de un polígono

Verde: Vértices tipo oreja. Azul: Vértices tipo boca. Rojo: Ni boca ni oreja.

El vértice {\displaystyle x_{i}} de un polígono simple P es un vértice principal si la diagonal entre los dos vértices vecinos {\displaystyle [x_{(i-1)},x_{(i+1)}]} no corta la frontera de P salvo en los extremos {\displaystyle x_{(i-1)}} y {\displaystyle x_{(i+1)}}. Atendiendo a si dicha diagonal es interna o externa al polígono P, podemos clasificar los vértices principales en:

- Orejas: Se dice que el vértice {\displaystyle x_{i}} de un polígono simple P es una oreja del polígono si la diagonal {\displaystyle [x_{(i-1)},x_{(i+1)}]} se encuentra totalmente dentro de P. El ángulo interior de un vértice tipo oreja es siempre agudo, y por lo tanto el vértice es convexo. Todos los vértices de un polígono convexo son de tipo oreja.

- Bocas: Se dice que el vértice {\displaystyle x_{i}} de un polígono simple P es una boca del polígono si la diagonal {\displaystyle [x_{(i-1)},x_{(i+1)}]} se encuentra fuera de los límites de P. El ángulo interior de un vértice tipo boca es siempre obtuso, y dicho vértice es cóncavo. Todo polígono cóncavo tiene al menos un vértice tipo boca y al menos dos vértices de tipo oreja (ver Teorema de las dos orejas).[3]

Hay que tener en cuenta que no todos los vértices de un polígono son siempre de tipo boca o oreja, puesto que es posible que la diagonal de los vecinos corte al polígono.

## Vértices en gráficos de computador
En gráficos de computadora, los objetos se representan a menudo como poliedros triangulares en los que los vértices de objetos se asocian con coordenadas espaciales, y frecuentemente con otro tipo de información gráfica como colores, las propiedades de reflexión, texturas y normales de la superficie; estas propiedades se utilizan en la prestación de un vertex shader.